# Vrije val (film)
Vrije val (ook wel Free fall) is een korte Nederlandse dramafilm uit 2010 van regisseur Martin Beek.

## Verhaal
Vrije Val is een "stomme film" anno 2010, met alleen muziek van Kevin Bachus en songteksten van Karel Hamm. De film vertelt het (waargebeurde) verhaal van een jonge muzikant die halsoverkop verliefd wordt op het barmeisje uit zijn favoriete kroeg. Samen hebben ze een leuke tijd; ze zijn echt verliefd. Dan begint de man zich zorgen te maken over de keren dat ze onveilige seks hebben gehad en vraagt aan haar, of ze zich wil laten testen op Aids. Zij gaat hiermee akkoord en in de tijd die ligt tussen het afnemen van de test en het ontvangen van de uitslag, wordt de man geteisterd door pessimistische gedachten en zwarte angstdromen; het gaat zijn hele leven beheersen en we zien zijn doemdenken in de vorm van zwart-witbeelden waarin het slecht afloopt met zijn geliefde. Het vaststellen van het seropositief zijn, het krijgen van de ziekte aids en een langzame en dodelijke aftakeling vallen zijn vriendin ten deel. Terwijl de zwarte dagdromen zich als een gifslang door zijn dagelijkse werkelijkheid slingeren, komt het verhaal tot een verrassend einde.

## Rolverdeling
- Aukje van Ginneken ..De vrouw
- Erik Rooseboom ..De man

## Trivia
- Tijdens de productie van de film in 2009 zag regisseur Martin Beek zich genoodzaakt de titel van de film te wijzigen van (voorheen) "Birth of a Song" in "Vrije val". Dit in verband met filmrechten van een bestaand boek met dezelfde titel.
- Alle opbrengsten van de film worden ter beschikking gesteld voor de strijd tegen HIV en AIDS in Nederland.